# Hyperolius cinereus
Hyperolius cinereus és una espècie de granota de la família dels hiperòlids que viu a Angola i, possiblement també, a la República Democràtica del Congo.